# Cantonul Lamballe
Cantonul Lamballe este un canton din arondismentul Saint-Brieuc, departamentul Côtes-d'Armor, regiunea Bretania, Franța.

## Comune
- Andel
- Coëtmieux
- Lamballe (reședință)
- Landéhen
- La Malhoure
- Meslin
- Morieux
- Noyal
- Pommeret
- Quintenic
- Saint-Rieul